# Anna Coreth
Anna Coreth (* 25. Dezember 1915 in Innsbruck; † 3. Juni 2008 ebenda) war eine österreichische Archivarin und Historikerin.

## Leben
Von 1936 bis 1940 studierte sie Geschichte in Wien. Nach der Promotion 1940 (Maximilians I. politische Ideen im Spiegel der Kunst) war sie von 1940 bis 1944 Assistentin am Institut für Geschichtsforschung. 1946 trat sie in das Österreichische Staatsarchiv, Abteilung Haus-, Hof- und Staatsarchiv ein (1952 Staatsarchivar 1. Klasse, 1956 stellvertretenden Direktorin des Haus-, Hof- und Staatsarchivs, 1963 Oberstaatsarchivar, 1976 Direktorin des Haus-, Hof- und Staatsarchivs, 1976 Wirkliche Hofrat). 1978 ging sie in Pension.

## Schriften (Auswahl)
- Österreichische Geschichtschreibung in der Barockzeit (1620–1740). Wien 1950, OCLC 260098951.
- Pietas Austriaca. Österreichische Frömmigkeit im Barock. Wien 1982, ISBN 3-7028-0184-7.
- Liebe ohne Maß. Geschichte der Herz-Jesu-Verehrung in Österreich im 18. Jahrhundert. Maria Roggendorf 1994, ISBN 3-901297-04-9.